# نظرية حركية للغازات

حركة الذرات والجزيئات في الغاز. وتعبر درجة حرارة الغاز عن متوسط طاقة حركة الذرات والجزيئات. ملحوظة: خفضت السرعات الحقيقية لذرات الغاز في هذه الصورة نحو 1000.000.000.000 مرة

الحركة الحرارية أو النظرية الحركية للغازات هي عبارة عن حركة عشوائية للجزيئات التي تنتج من تكونها في التوازن الحراري في درجة حرارة معينة. على العموم، تتزايد سرعة الجزيئات بارتفاع درجة الحرارة، كما أن سرعة الجزيئات الخفيفة مثل الهيدروجين تكون أسرع من سرعة جزيئات ثقيلة مثل النيتروجين والأكسجين وغيرها، وهذا مانجده في مخلوط من الغازات.
بالنسبة للعديد من الأنظمة، تكون العلاقة الدقيقة بين الحركة الحرارية ودرجة الحرارة معطى بواسطة مبرهنة التوزع المتساوي.
الحركة البراونية هي مثال للحركة الحرارية.

## افتراضات الحركة الحرارية
تفترض نظرية الغاز المثالي الافتراضات الآتية:
- يتكون الغاز من جسيمات صغيرة. الجسيمات صغيرة بدرجة تجعل مجموع أحجامها أصغر كثير عن حجم الوعاء الموجودة فيه. وهذا معناه أن متوسط المسافات بين جسيمات الغاز أكبر كثيرا من مقاييس الجزيئات ذاتها.
- جسيمات الغاز لها نفس الكتلة.
- عدد جسيمات الغاز كبير جدا بحيث يسمح بمعاملته بالطرق الإحصائية.
- تلك الجزيئات تتحرك مستمرا في حركة عشوائية سريعة.
- تتصادم الجزيئات المتحركة بعضها البعض ومع جدار الوعاء الموجودة فيه. وتتم تلك التصادمات بطريقة مرنة تماما، وهذا يفترض أن الجزيئات كروية الشكل ومرنة في طبيعتها.
- التأثيرات بين الجسيمات بعضها البعض ضعيفة مهملة (أي لا يوجد تجاذب أو قوى بينهم)، ولا يتم بينها سوي الاصطدامات.

وينتج عن ذلك أن:
1) تأثيرات النظرية النسبية يمكن اهمالها،
2) تأثيرات ميكانيكا الكم أيضا مهملة، حيث يكون متوسط المسافة بين الجزيئات أكبر كثيرا من طول موجة دي برولي لها ويمكن التعامل مع الجزيئات كأجسام تقليدية عادية.
3) ونظرا لانطباق الشرطين الإخيرين على تلك الجسيمات فيمكن معاملة حركتهم ب بالميكانيكا الكلاسيكية. وهذا يعني أن معادلات حركة الجزيئات تكون عكوسية بالنسبة للزمن. (تصادم عكوسي بالنسبة للزمن: إذا افترضنا تصادم كرتين بلياردو 1 و 2 وتكون سرعة الأولى ع1 وسرعة الثانية ع2 ينتج عن التصادم تحرك الكرتين بسرعتين جديدتين ع1* و ع2*. والعكوسية الزمنية هنا معناها أن العملية يمكن أن تسير بالعكس يحيث تبدأ الكرتان بالسرعتين ع1* و ع2* فتنتج عن التصادم السرعتان ع1 و ع2.كما ينطبق ذلك على زوايا الحركة قبل وبعد التصادم (أنظر تصادم مرن)).
- تعتمد متوسط طاقة حركة جزيئات الغاز على درجة حرارة النظام فقط.
- زمن تصادم الجزيئات بجدار الوعاء قصير جدا بالنسبة للزمن بين اصتدامات متتابعة بحيث يكن اهماله.

خلال تطور دراسة الحركة الحرارية للغازات أخذت أحجام جزيئات الغازات في الحسبان وتوصل العلماء لوصف خواص الغازات بطرق أكثر دقة وتبلورت في معادلة بولتزمان. وظهرت كتب لباحثين مثل «شابمان» و «إنسكوج» و «جراد».
في الأحوال النادرة عندما يكون تدرج الضغط في الغاز كبيرا - مثلما في الطيران بسرعات فوق سرعة الصوت أو عند ارتفاع الضغط سريعا كما في المحركات - يمكن وصف تلك الحالات باستخدام رقم كنودسن.

## اقرأ أيضا
- ديناميكا حرارية
- مبرهنة التوزع المتساوي
- سعة حرارية
- قابلية انضغاط
- إنتروبيا
- قانون الغازات المثالية
- ترموديناميكا كيميائية
- محركات الحرارة الكمومية